# Rouge de méthyle
Le rouge de méthyle est un indicateur coloré de pH.
Il est rouge à pH inférieur à 4,4, jaune au-delà de 6,2 et orange entre les deux.